# Jankovice (Pardubice)
Jankovice é uma comuna checa localizada na região de Pardubice, distrito de Pardubice.